# Jurij Bujda
Jurij Wasiljewicz Bujda (ros. Юрий Васильевич Буйда, ur. 29 sierpnia 1954 w Znamienskim w obwodzie królewieckim) – rosyjski prozaik, powieściopisarz i nowelista.
W swojej twórczości podejmuje głównie współczesną tematykę, którą najczęściej przedstawia w sposób ironiczny. Jest autorem parodii prozy socrealizmu Apokrify nowogo wriemieni („Oktiabr'” 1992 nr 3), antyutopii Don Domino („Oktiabr'” 1994 nr 4), opowiadań satyryczno-groteskowych Ja s toboj i Chwost chrst („Oktiabr'” 1995 nr 4) oraz powieści: Jermo („Znamia” 1996 nr 8) i Boris i Gleb („Znamia” 1997 nr 1-2).